# ТЕС Kinyerezi-1
6°51′30.7″ пд. ш. 39°9′17.6″ сх. д. / 6.858528° пд. ш. 39.154889° сх. д.
ТЕС Kinyerezi-1 — теплова електростанція в Танзанії, розташована на околиці столиці країни Дар-ес-Саламу.
Електростанція, введена в експлуатацію у 2015 році, складається з чотирьох встановлених на роботу у відкритому циклі газових турбін виробництва компанії General Electric типу LM6000 загальною потужністю 150 МВт (дві, обладнані додатковою системою охолодження, по 40 МВт та дві по 35 МВт).
Як паливо використовується природний газ, що надходить з півдня країни по трубопроводу Мтвара – Дар-ес-Салам.
Видача продукції відбувається по ЛЕП, що працює під напругою 220 кВ.
Існують плани збільшення потужності станції більш ніж удвічі — до 335 МВт.
Можливо також відзначити, що поряд споруджується ТЕС Kinyerezi-2.